# George Morikawa
George Morikawa (森川 ジョージ Morikawa Jōji?,  nacido el 17 de enero de 1966 en Tokio) es un autor japonés, conocido por ser el creador de Hajime no Ippo. Morikawa se inspiró para convertirse en un artista de manga al leer Harris no Kaze de Tetsuya Chiba en la escuela primaria.
Él era un asistente de Shuichi Shigeno. Kentaro Miura y Kaori Saki eran asistentes anteriores que le servían. 
Hajime no Ippo, a partir de diciembre de 2018, tiene 131 tankōbon, o volúmenes. Se ha adaptado a varias series de anime, la primera serie llegó en 2000 y fue producida por el estudio Madhouse. La primera serie contiene 76 episodios, mientras que la segunda serie, que comenzó en 2003, contiene 26. La tercera serie, llamada Hajime no Ippo: Rising, se produjo en 2013 y contiene 25 episodios. 
Morikawa ganó el Premio Shogakukan Manga en 1991 por Hajime no Ippo. 
También es el dueño de JB Sports Gym en Tokio.

## Trabajos
- Silhouette Night (シルエットナイト) (1983)
- Kazuya Now (一矢NOW) (1986) (2 volúmenes)
- Signal Blue (シグナルブルー) (1986) (2 volúmenes)
- Hajime no Ippo (はじめの一歩) (1989-ongoing, Kodansha) (131+ volúmenes)[1][2]
- I'll be Seeing You! (会いにいくよ Ai ni Ikuyo?) (2012) (1 volumen) si